# 김민기 (정치인)
김민기(金敏基, 1966년 4월 28일~)는 대한민국의 정치인으로 제19·20·21대 국회의원을 지냈다. 제37대 국회사무총장(2024. 6. 27.~)이다.
2006년 제5대 용인시의원에 당선되었다. 2012년 제19대 총선에 민주통합당 후보로 용인시 을(기흥구)에 출마하여 신갈중·유신고 선배인 새누리당 정찬민(민선 6기 용인시장)과 대결, 김민기 54.08% 대 정찬민 45.91%로 이겨 당선됐다. 2016년 제20대 총선에서는 새누리당 허명환, 국민의당 권오진, 민중연합당 김배곤 등과의 4자 대결에서 55.40%의 압도적인 지지로 재선에 성공했다. 2020년 제21대 총선에서 미래통합당 이원섭, 민생당 김해곤, 국가혁명배당금당 최준혁 후보와 경쟁해 60.08%의 높은 지지율로 3선에 당선됐다.

## 학력
- 1972~1978 기흥국민학교 졸업
- 1978~1981 신갈중학교 졸업
- 1981~1984 유신고등학교 졸업
- 1984~1988 고려대학교 농업경제학 학사

## 경력

### 전임 경력
- 1988~1990:대한민국 육군 제201특공여단 소대장(만기전역, ROTC 26기)
- 중소기업은행 재직
- 2006년 5월 31일: 제4회 전국동시지방선거 당선(민선 4기, 경기 용인시 다 선거구, 열린우리당, 초선)
- 2006. 7.~2010. 6. 제5대 경기도 용인시의회 의원(민선 4기, 경기 용인시 다 선거구, 열린우리당→대통합민주신당→통합민주당→민주당, 초선)
  - 2008. 5.~2010. 6.: 제5대 경기도 용인시의회 민주당 대표의원
- 2009~2010: 민주당 경기도당 대변인
- 2011: 민주당 경기도당 용인시 기흥구 지역위원회 위원장
- 2012년 4월 11일: 대한민국 제19대 국회의원 선거 당선(경기 용인시 을, 민주통합당, 초선)
- 2012: 민주통합당 정책위원회 부의장
- 2011~2013: 민주통합당 경기도당 용인시 을 지역위원회 위원장
- 2013~2014: 민주당 경기도당 용인시 을 지역위원회 위원장
- 2014~2015: 새정치민주연합 경기도당 용인시 을 지역위원회 위원장
- 2015. 8.~2016. 5.: 새정치민주연합→더불어민주당 디지털소통본부 본부장
- 2015. 9.~2016. 5.: 새정치민주연합→더불어민주당 교육연수국 수석부원장
- 2015. 12.~2024. 5.: 더불어민주당 경기도당 용인시 을 지역위원회 위원장
- 2016년 4월 13일: 대한민국 제20대 국회의원 선거 당선(경기 용인시 을, 더불어민주당, 재선)
- 2016. 9.~2017. 5.: 더불어민주당 제5정책조정위원회 위원장
- 2017. 5.~2018. 9.: 더불어민주당 제1사무부총장→수석사무부총장
- 2017. 8.~2018. 6.: 제7회 전국동시지방선거 더불어민주당 지방선거기획단 부단장
- 2018. 9.~2020. 6.: 더불어민주당 제1정책조정위원회 위원장
- 2021. 1.~2021. 4.: 제21대 국회의원 선거 더불어민주당 중앙당 선거관리위원회 부위원장
- 2020년 4월 15일: 대한민국 제21대 국회의원 선거 당선(경기 용인시 을, 더불어민주당, 3선)
- 2021. 6.~2021. 10.: 제20대 대통령 선거 더불어민주당 이재명 대통령 경선후보 경선기획단 위원(3선 대표)
- 2022. 3.~2022. 8.: 더불어민주당 사무총장
- 2024. 6.~: 제37대 국회사무총장(장관급)
- 2024. 9.~: 우원식 국회의장 직속 국회세종의사당건립위원회 위원

### 의정 활동
- 2012. 5.~2016. 5. 제19대 국회의원(경기 용인시 을, 민주통합당→민주당→새정치민주연합→더불어민주당, 초선)
  - 2012. 7.~2013. 3. 제19대 국회 전반기 행정안전위원회 위원
  - 2012. 7.~2014. 5. 제19대 국회 전반기 정보위원회 위원
  - 2012. 8.~2012. 12. 제19대 국회 학교폭력대책특별위원회 간사
  - 2013. 3.~2016. 5. 제19대 국회 전반기, 후반기 안전행정위원회 위원
  - 2013. 7.~2013. 8. 제19대 국회 국가정보원 댓글의혹사건 등의 진상규명을 위한 국정조사 특별위원회 위원
  - 2014. 11.~2015. 7. 제19대 국회 국민안전혁신특별위원회 위원
- 2016. 5.~2020. 5. 제20대 국회의원(경기 용인시 을, 더불어민주당, 재선)
  - 2016. 6.~2018. 5. 제20대 국회 전반기 교육문화체육관광위원회 위원
  - 2017. 12.~2018. 5. 제20대 국회 재난안전대책특별위원회 위원
  - 2018. 7.~2020. 5. 제20대 국회 후반기 행정안전위원회 위원
  - 2018. 7.~2020. 2. 제20대 국회 후반기 정보위원회 간사
  - 2018. 12.~2020. 5. 제20대 국회 공공부문 채용비리 의혹과 관련된 국정조사특별위원회 위원
  - 2020. 2.~2020. 5. 제20대 국회 정보위원회 위원장
- 2020. 5.~2024. 5. 제21대 국회의원(경기 용인시 을, 더불어민주당, 3선)
  - 2020. 6.~2022. 5. 제21대 국회 전반기 국방위원회 위원
  - 2020. 9.~2022. 5. 제21대 국회 전반기 국방위원회 예산결산심사소위원회 위원
  - 2020. 9.~2022. 5. 제21대 국회 전반기 국방위원회 청원심사소위원회 위원장
  - 2021. 2.~2022. 5. 제21대 국회 전반기 정보위원회 위원
  - 2022. 7.~2024. 5. 제21대 국회 후반기 국토교통위원회 위원장
  - 2022. 7.~2022. 9. 제21대 국회 후반기 정보위원회 위원

## 수상 내역
- 2007 한국여성유권자 경기연맹 용인지부 선정 올해의 우수의원
- 2008 용인참여자치시민연대 선정 우수의원상
- 2008 제5회 전국지역신문협회 선정 의정대상
- 2012. 11. 법률소비자연맹 선정, 2012년도 국정감사 우수국회의원상
- 2012. 12. 국회사무처 선정, 입법 및 정책개발 정당추천 우수 국회의원
- 2013. 12. 민주당 원내대표 선정, 국정감사 우수의원상
- 2014. 6. 법률소비자연맹 선정, 국회의원헌정대상
- 2014. 9. 대한민국 의정대상 선정위원회(시사경제매거진) 선정, 2014 대한민국 의정대상
- 2014. 11. 대한민국 의정대상 선정위원회(시사경제매거진) 선정, 2014 국정감사 우수국회의원 대상
- 2014. 12. 유권자시민행동 선정, 2014 국정감사 최우수상
- 2015. 6. 법률소비자연맹 선정, 국회의원헌정대상
- 2015. 10. 국정감사 우수국회의원대상 선정위원회(시사경제매거진) 선정, 2015 국정감사 우수국회의원 대상
- 2015. 12. 한국매니페스토실천본부 선정, 2015 국정감사 우수의원
- 2015. 12. 한국유권자총연맹 선정, 2015 국정감사 우수 국회의원
- 2016. 2. 법률소비자연맹 선정, 국회의원헌정대상
- 2016. 5. 국회사무처 선정, 2015년도 입법 및 정책개발 법안정량평가 우수 국회의원
- 2017. 5. 국회 윤리특별위원회 선정, 최우수의원상
- 2017. 6. 법률소비자연맹 선정, 국회의원헌정대상
- 2017. 7. 지방자치TV(전국케이블방송) 주최, 2017 대한민국의정대상
- 2018. 7. 법률소비자연맹 국회의원 헌정대상
- 2018. 11. 제9회 한국전문인 대상 정치부문
- 2018. 12. 제12회 대한민국환경문화공헌대상 올바른정치문화대상
- 2018. 12. 더불어민주당 국정감사 우수의원상
- 2019. 6. JJC지방자치TV 대한민국 의정대상
- 2019. 11. 한국유권자총연맹 제20대 국정감사 우수 의정활동 대상
- 2019. 12. 경기인터넷언론인협회 의정대상
- 2019. 12. 더불어민주당 국정감사 우수의원상
- 2020. 2. 법률소비자연맹 국회의원 헌정대상
- 2020. 12. 더불어민주당 국정감사 우수의원상
- 2021. 7. 법률소비자연맹 국회의원 헌정대상
- 2021. 11. 더불어민주당 국정감사 우수의원상
- 2022. 1. 제4회 정명대상 우수의원
- 2022. 1. 법률소비자연맹 국정감사 국리민복상
- 2022. 5. 제2회 대한민국 국회 의정대상 입법활동부문 우수의원
- 2022. 7. 법률소비자연맹 국회의원 헌정대상
- 2022. 12. 소상공인연합회 초정대상
- 2023. 1. 법률소비자연맹 국정감사 국리민복상 우수상임위원장상
- 2023. 8. 법률소비자연맹 국회의원 헌정대상
- 2023. 11. 제15회 서울석세스대상 정치부문 의정대상
- 2024. 1. 법률소비자연맹 국정감사 국리민복상 우수상임위원장상

## 역대 선거 결과
|  | 17.33% |

|  | 54.08% |

|  | 55.40% |

|  | 60.08% |

## 소속 정당
| 소속 정당 | 소속 정당      | 소속 기간 | 비고      |
| --------- | -------------- | --------- | --------- |
|           | 열린우리당     | 2004~2007 | 정계 입문 |
|           | 대통합민주신당 | 2007~2008 | 합당      |
|           | 통합민주당     | 2008      | 합당      |
|           | 민주당         | 2008~2011 | 당명 변경 |
|           | 민주통합당     | 2011~2013 | 합당      |
|           | 민주당         | 2013~2014 | 당명 변경 |
|           | 새정치민주연합 | 2014~2015 | 합당      |
|           | 더불어민주당   | 2015~2024 | 당명 변경 |
|           | 무소속         | 2024~현재 | 탈당      |

## 같이 보기
- 용인시의 국회의원
- 용인시 기흥구의 국회의원
- 용인시 을
- 대한민국의 국회사무총장